# کارن آندرئاسیان
کارن آرئسی آندرئاسیان (Կարեն Արեսի Անդրեասյան؛ زادهٔ ۱۰ سپتامبر ۱۹۷۷) یک سیاستمدار، حقوق‌دان و مدافع حقوق بشر اهل ارمنستان است
آندرئاسیان از تاریخ ۳ اوت ۲۰۲۱ تا تاریخ اکتبر ۲۰۲۲ در دولت سوم نیکول پاشینیان سمت وزارت دادگستری و پیش از آن از تاریخ ۳ مارس ۲۰۱۱ تا تاریخ ۲۲ ژانویه ۲۰۱۶ سمت مدفع حقوق بشر جمهوری ارمنستان را برعهده داشت.

## زندگی‌نامه
در ۱۰ سپتامبر ۱۹۷۷ در ایروان به دنیا آمد و از دانشگاه دولتی ایروان و دانشگاه آکسفورد فارغ‌التحصیل گشت. 

## یادداشت
1. ↑  Member of Chamber of Advocates of Armenia